# Der Dämon – Im Bann des Goblin
Der Dämon – Im Bann des Goblin (Originaltitel Goblin) ist ein kanadischer Fantasy-Horrorfernsehfilm aus dem Jahr 2010.

## Handlung
1831: In einem Weiler wird das jährliche Ritual veranstaltet, um die Häuser von allem zu reinigen, was als unrein angesehen wird. Infolgedessen wird das deformierte Kind einer Hexe auf dem Scheiterhaufen verbrannt. In ihrem Zorn aufgrund ihres Verlustes verflucht sie die Stadt und sagt, dass an jedem Halloween ein Kobold in die Stadt kommt und versucht, ihre Kinder mitzunehmen. Jeder, der versucht, sich ihm in den Weg zu stellen, wird brutal getötet.
Jahre später in der heutigen Zeit reist Neil Perkins in die Stadt, die nun Hollowglen heißt. Er soll der Stadt in ihrer wirtschaftlichen und infrastrukturellen Entwicklung helfen. Bei ihm sind seine Frau Kate und ihre beiden Kinder, die Teenagerin Nikki und der Säugling Nathan sowie Nikkis beste Freundin. Sie werden vor dem Fluch der Stadt gewarnt, als sie am Halloweenabend ankommen. Es heißt, Nathans Leben sei in Gefahr. Die Perkins ignorieren die Bedrohung, nur um später festzustellen, dass die grausame Geschichte wahr ist.

## Hintergrund
Der Film erschien am 7. Juli 2010 auf Syfy. Drehort war Pitt Meadows im kanadischen British Columbia.

## Kritik
„Gruselkost auf Fernseh-Niveau, die dank kompetent agierender Darsteller durchaus unterhält.“

„Altbekanntes Muster, ganz okay umgesetzt.“

Cinema schreibt außerdem, dass es sich um einen TV-Horror der billigen, aber recht effektiven Art vom US-Channel Syfy handelt, der Fans des trashigen Grusels gut unterhält. Kritisiert wird, dass der im englischsprachigen Originalton als Goblin bezeichnete Kobold in der deutschen Fassung als Dämon bezeichnet wird. Die Animationen werden als brauchbar bewertet. Die Schauspieler werden als gestandene Schauspieler eingestuft, allerdings werden die Filmcharaktere als blöd bewertet, wie man es aus zig Horrorfilmen kennt.
In Kanada und den USA erhielt der Film überwiegend schlechte Bewertungen. Dread Central gibt den Film lediglich eine Wertung von 1,5 und schreibt entirely unfulfilling piece of strictly by-the-numbers Syfy filler/(völlig unerfülltes Stück Syfy-Füllstoff, der ausschließlich nach Zahlen sortiert ist). PopMatters wertet den Film ähnlich und rät ab, eben diesen zu sehen. HorrorNews.net beurteilt den Film wohlwollender und empfiehlt ihn jedem, der a certain affinity for these kinds of movies/(eine gewisse Affinität für diese Art von Filmen) hat. Ein Mitarbeiter von HorrorTalk gab eine insgesamt positive Bewertung für den Film ab und nannte ihn final als guilty pleasure/(schuldiges Vergnügen).